# اسب‌های پنجره‌ای
اسب‌های پنجره‌ای: مکاشفهٔ رزی مینگ در اشعار فارسی (انگلیسی: Window Horses: The Poetic Persian Epiphany of Rosie Ming) که معمولاً به صورت اسب‌های پنجره‌ای خوانده می‌شود یک پویانمایی کانادایی به کارگردانی آن ماری فلمینگ است که در سال ۲۰۱۶ منتشر شد.
این فیلم روایت‌گر داستان رُزی مینگ است که یک شاعر جوان کانادایی چند نژادی است و پدری ایرانی داشته و نزد پدربزرگ و مادربزرگ چینی خود زندگی می‌کند و برای حضور در جشنواره شعر به شیراز سفر می‌کند.

## صداپیشگان
- ساندرا اوه در نقش رزی
- الن پیج در نقش کلی
- شهره آغداشلو در نقش مهرناز
- کامیار چایچیان در نقش سایروس
- دان مک‌کلر در نقش دیتمار
- نانسی کوان در نقش گلوریا
- ادی کو در نقش استفن
- نوید نگهبان در نقش مهران
- امید ابطحی در نقش رامین
- کریستن تامسن در نقش کارولین
- پانته‌آ مصلح در نقش شهرزاد
- پیمان معادی در نقش پیمان